# PinkPantheress
Victoria Beverly Walker (Bath, 18 de abril de 2001), conhecida profissionalmente como PinkPantheress, é uma cantora, compositora e produtora musical inglesa. Sua música é conhecida por seus diversos samples e letras diarísticas.
Nascida em Bath, Somerset, e criada em Kent, PinkPantheress começou sua carreira musical em 2021 enquanto estudava na universidade em Londres, onde produziu canções usando o GarageBand e as publicou no SoundCloud e no TikTok. Várias delas, incluindo "Break It Off", se tornaram populares no TikTok, e ela assinou com a Parlophone e a Elektra Records e lançou sua mixtape de estreia, To Hell with It, no final daquele ano. Ela venceu a enquete Sound of 2022 da BBC após os singles "Just for Me" e "Pain" alcançarem o top 40 da parada de singles britânica e receberem o certificado de prata da British Phonographic Industry (BPI). Sua canção "Boy's a Liar" (2022) atingiu a segunda posição da tabela britânica, 
O álbum de estreia de PinkPantheress, Heaven Knows (2023), produziu o grande sucesso "Boy's a Liar, Pt. 2", uma participação com a rapper estadunidense Ice Spice, que alcançou a terceira posição da Billboard Hot 100 e conquistou certificações multiplatinas. Heaven Knows foi promovido pela sua primeira turnê, Capable of Love Tour, no ano seguinte. Sua segunda mixtape, Fancy That (2025), produziu a canção "Tonight", que alcançou o top quarenta no Reino Unido.
Ela já recebeu três indicações ao Brit Awards e foi nomeada a Produtora do Ano pela Billboard Women in Music em 2024. Suas canções, que comumente possuem curta duração e incluem samples de canções dos anos 1990 e 2000, abrangem vários gêneros, incluindo bedroom pop, drum and bass, pop alternativo, jungle e 2-step garage.

## Vida e carreira
PinkPantheress nasceu em 2001 em Bath, Inglaterra, filha de mãe queniana e pai inglês. Enquanto frequentava a escola secundária em Kent, ela começou a escrever música para ajudar um amigo antes de, eventualmente, escrever música por conta própria. Aos 17 anos, ela começou a usar o GarageBand para produzir instrumentais para seu amigo, o cantor Mazz, e mais tarde ela usou o GarageBand para gravar muitas de suas primeiras canções. Em janeiro de 2021, seu single "Pain" ganhou atenção no TikTok e alcançou a posição 35 na UK Singles Chart. Seu primeiro single "Break It Off" se tornou viral no TikTok, e ela posteriormente assinou com a Parlophone Records e a Elektra Records. Em 2021, ela participou do álbum de estúdio Haram! do GoldLink. Ela lançou sua música "Passion" em fevereiro de 2021. Depois que um trecho de sua música "Just for Me" se tornou viral no TikTok, ela a lançou em agosto de 2021. Ele alcançou a posição 27 no UK Singles Chart, tornando-se seu segundo top 40 e sua entrada mais alta na parada. Um videoclipe para a música foi lançado em setembro de 2021 e codirigido por PinkPantheress. A canção foi logo depois fortemente usada como sample pelo rapper Central Cee em sua canção "Obsessed with You", que posteriormente atingiu um pico ainda mais alto do que a original no UK Singles Chart, na quarta posição.
Em outubro de 2021, ela anunciou a data de lançamento e o título de sua mixtape de estreia, To Hell With It, que está programada para ser lançada em 15 de outubro de 2021, pela da Parlophone e da Elektra Records. Sua música "I Must Apologize" também foi lançada em outubro de 2021.

### Influências
O nome artístico da PinkPantheress foi inspirado na sua conta do TikTok de mesmo nome. A ideia do nome veio do game show The Chase, onde foi perguntado "como é chamada uma pantera fêmea?", e no filme de 2006 The Pink Panther. PinkPantheress listou Lily Allen, Just Jack, Michael Jackson, My Chemical Romance, Imogen Heap e canções de K-pop como inspirações, também citando Blink-182, Good Charlotte, Panic! at the Disco, Linkin Park e Frou Frou como inspirações para suas melodias e escolhas de batida. Ela chamou Hayley Williams de "grande influência", afirmando que quis se tornar uma artista depois de vê-la se apresentar no Paramore durante o Reading Festival quando ela tinha 14 anos, e que ela "nunca tinha visto alguém se divertir tanto no palco e fazer parecer tão fácil".

### Estilo musical
PinkPantheress descreveu seu estilo musical como "nostálgico novo". Sua música foi descrita como pop, bedroom pop, dance, drum and bass, 2-step, jungle e hyperpop, e muitas vezes usa samples de outros canções como dance music, dos anos 1990 e 2000 e jungle, funk, garage e pop. Ela afirmou que não quer encaixar sua música no gênero garagem, drum and bass ou jungle, pois considera sua música "apenas [ela] mergulhando [seu] dedo do pé na piscina". Vanessa Handy da NPR chamou os loops de breakbeat de "assinatura de seu trabalho", enquanto Kieran Press-Reynolds do Insider também escreveu que suas canções regularmente têm "breakbeats acelerados" e "refrões semelhantes aos de ASMR". Keegan Brady, da Rolling Stone descreveu a música da PinkPantheress como um "rap de menina alternativa" e escreveu que ela canta "cantoria 'confessional', quase melancólico" e "tecnologia de produção datada" em suas canções, que "tocam em um som profundamente nostálgico que evoca o auge da cultura britânica dos anos noventa". Geórgia Evans da DIY chamou sua música de 'estética DIY que começou como uma experimentação no GarageBand', uma assinatura de sua música.
Michael Cragg, do The Guardian, descreveu os vocais de PinkPantheress como "doce, mas inquietante", enquanto Vanessa Handy, da NPR, descreveu sua música como "tímida e despretensiosa". Cat Zhang, do Pitchfork, chamou a voz da PinkPantheress de "angelical", "feminina" e "leve", comparando-a com a dos cantores Clairo, Erika de Casier e Lily Allen, e escreveu que ela era "uma das raras artistas do TikTok cuja fama na internet parece proporcional ao seu potencial". James Rettig do Stereogum também comparou a música de PinkPantheress com a de Erika de Casier, também escrevendo que foi 'na mesma linha', como o TLC com elementos do 'pop uncanny valley' de Hannah Diamond. Felicity Martin do Dazed chamou suas letras de "tristes" e "melancólicas". Escrevendo para a Nylon, Steffanee Wang chamou sua música de "uma colagem de sons que pareciam [sic] datados e ao mesmo tempo contemporâneos", acrescentando que ouvi-la "é como estar na Internet antes que as redes sociais existissem". Kieran Press-Reynolds, do Insider, escreveu que PinkPantheress deu a gêneros musicais modernos como drum and bass um "som romântico e introspectivo" com seus vocais "abafados".

## Vida pessoal
Em 2021, PinkPantheress mora em Londres, Inglaterra. Ela está estudando cinema na Universidade das Artes de Londres.

## Discografia

### Mixtapes
| Título                    | Detalhaes |
| ------------------------- | --- |
| To Hell with It           | - Lançamento: 15 de outubro de 2021 - Gravadora: Parlophone - Formatos: CD, download digital, streaming                |
| To Hell with It (Remixes) | - Lançamento: 28 de janeiro de 2022 - Gravadora: Parlophone - Formatos: download digital, streaming                    |
| Heaven Knows              | - Lançamento: 10 de novembro de 2023 - Gravadora: Warner Records UK - Formatos: CD, vinil, download digital, streaming |
| Fancy That                | - Lançamento: 9 de maio de 2025 - Gravadora: Warner Records UK - Formatos: CD, vinil, download digital, streaming      |

### Singles
| Título                                       | Ano  | Posição nas paradas | Posição nas paradas | Posição nas paradas | Posição nas paradas | Álbum/EP          |
| Título                                       | Ano  | UK                  | IRE                 | NZ Hot              | US Rock             | Álbum/EP          |
| -------------------------------------------- | ---- | ------------------- | ------------------- | ------------------- | ------------------- | ----------------- |
| "Just a Waste"                               | 2021 | —                   | —                   | —                   | —                   | —                 |
| "Break It Off"                               | 2021 | 30                  | —                   | —                   | 30                  | To Hell with It   |
| "Pain"                                       | 2021 | 35                  | —                   | 3                   | —                   | To Hell with It   |
| "Passion"                                    | 2021 | 73                  | —                   | —                   | 30                  | To Hell with It   |
| "Just for Me"                                | 2021 | 27                  | 20                  | 5                   | —                   | To Hell with It   |
| "I Must Apologise"                           | 2021 | 70                  | —                   | 34                  | —                   | To Hell with It   |
| ''Where You Are" (part. de Willow)           | 2022 | 68                  | —                   | 8                   | —                   | —                 |
| ''Picture in My Mind" (com Sam Gellaitry)    | 2022 | —                   | —                   | 14                  | —                   | —                 |
| "Do You Miss Me?''                           | 2022 | —                   | —                   | —                   | —                   | Take Me Home      |
| "Boy's a Liar"                               | 2022 | 14                  | —                   | 5                   | —                   | Take Me Home      |
| "Take me home"                               | 2022 | —                   | —                   | —                   | —                   | Take Me Home      |
| "Angel"                                      | 2023 | 36                  | 41                  | 9                   | —                   | Barbie: The Album |
| "Turn Your Phone Off"                        | 2023 | —                   | —                   | 14                  | —                   | —                 |
| "Boy's a Liar, Part. 2" (part. de Ice Spice) | 2023 | 2                   | 2                   | 1                   | —                   | Heaven Knows      |
| "Mosquito"                                   | 2023 | —                   | —                   | 6                   | —                   | Heaven Knows      |
| "Capable of Love"                            | 2023 | —                   | —                   | 36                  | —                   | Heaven Knows      |
| "Nice to Meet You" (part. de Central Cee)    | 2023 | —                   | —                   | 5                   | —                   | Heaven Knows      |
| "Turn It Up"                                 | 2024 | 5                   | 7                   | 6                   | 21                  | —                 |
| "Tonight"                                    | 2025 | 35                  | 88                  | 7                   | —                   | Fancy That        |
| "Stateside"                                  | 2025 | —                   | —                   | —                   | —                   | Fancy That        |
| "Illigal - Nia Archives Remix"               | 2025 | __                  | __                  | __                  | __                  | __                |

### Participações como convidada
| Título                    | Ano  | Artista(s) Envolvido(s)           | Álbum                                                       |
| ------------------------- | ---- | --------------------------------- | ----------------------------------------------------------- |
| "Evian"                   | 2021 | GoldLink, Rizloski e Rax          | Haram!                                                      |
| "Killstreaks"             | 2021 | Baby Keem e Don Toliver           | The Melodic Blue (Deluxe)                                   |
| "Tinkerbell Is Overrated" | 2022 | Beabadoobee                       | Beatopia                                                    |
| "Bbycakes"                | 2022 | Mura Masa, Lil Uzi Vert e Shygirl | Demon time                                                  |
| "Anya Mmiri"              | 2022 | CKay                              | Black Panther: Wakanda Forever - Music From and Inspired By |
| "Rush (Remix)"            | 2023 | Troye Sivan e Hyunjin             | —                                                           |
| "Way Back"                | 2023 | Skrillex e Trippie Redd           | Don't Get Too Close                                         |
| "Snap My Finger"          | 2024 | Kaytranada                        | Timeless                                                    |
| "Crazy (Remix)"           | 2024 | Le Sserafim                       | —                                                           |
| "True Religion"           | 2025 | Shygirl e Isabella Lovestory      | —                                                           |
| "Starlight"               | 2025 | Danny L Harle                     | __                                                          |